# トヨタ・カリヤ
カリヤ (Calya) は、トヨタ自動車とダイハツ工業が共同開発し、アストラ・ダイハツ・モーターが製造する7人乗り小型MPV（ミニバン）である。

## 概要
2016年8月2日発売開始。同年のインドネシア国際モーターショーにも出展された。
カリヤおよびダイハツ・シグラは、トヨタおよびダイハツではアギア/アイラに続く、インドネシア政府のローコストグリーンカー（LCGC）政策に適合する2つ目の車種であり、アギア/アイラと共通のグローバルAセグメントプラットフォームをベースに開発されている。
エンジンは、1.2 L直列4気筒の3NR-FE型を搭載する。トランスミッションは5速MTまたは4速ATとなる。

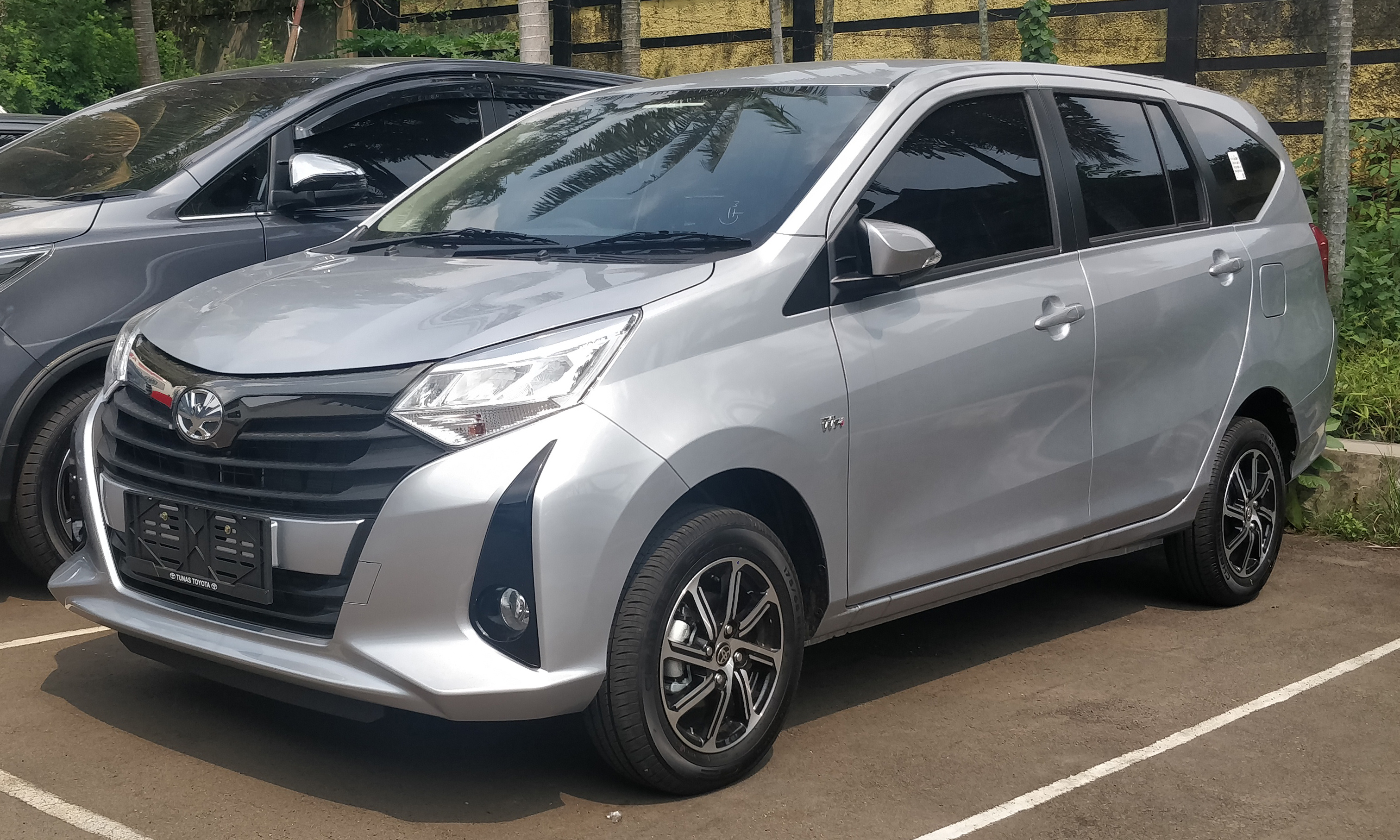
トヨタ・カリヤ 1.2 G（2019年9月改良型）
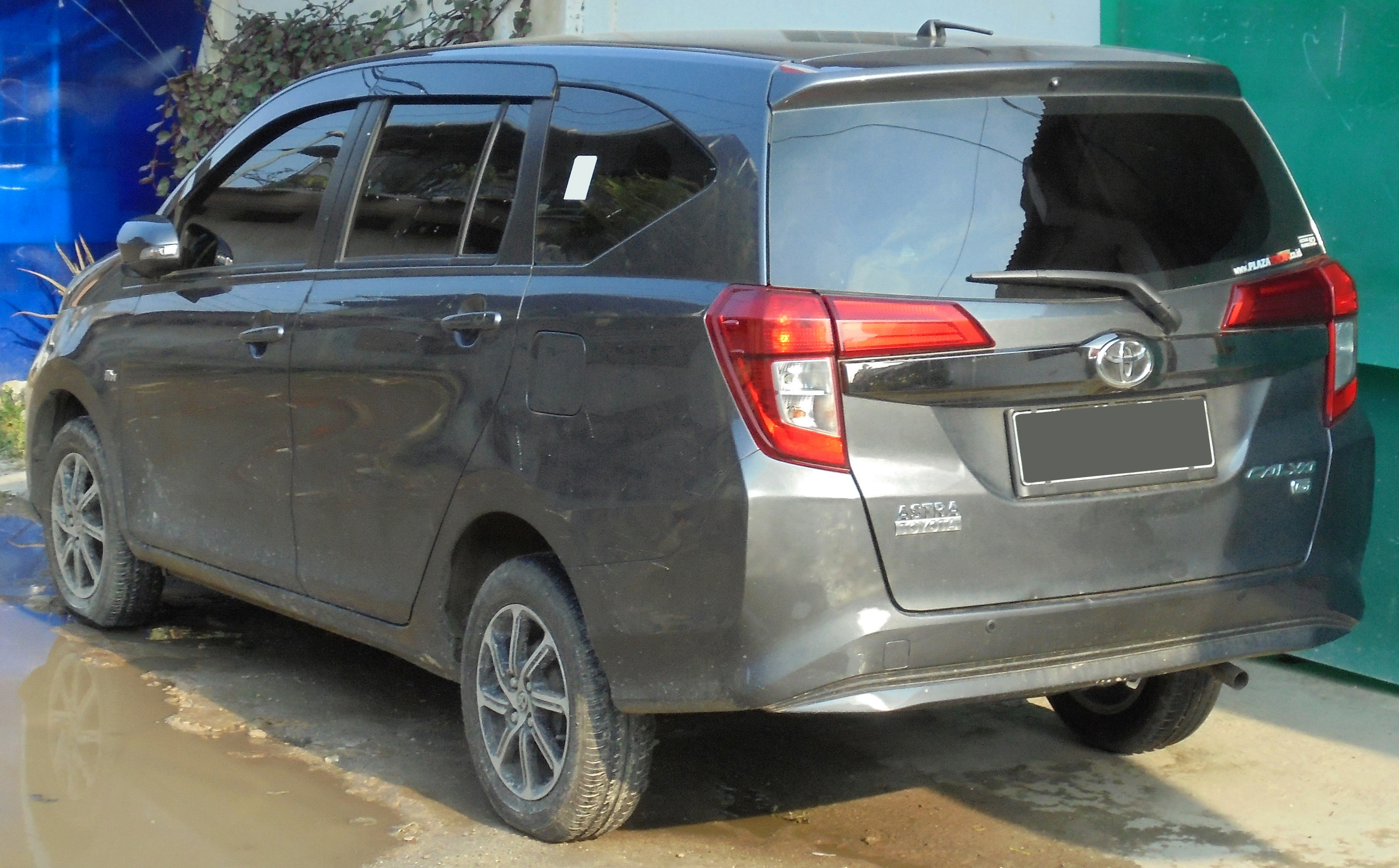
トヨタ・カリヤ 1.2 G（2019年9月改良型）リア